# Perstorps landskommun
Perstorps landskommun var en tidigare kommun i dåvarande Kristianstads län.

## Administrativ historik
Kommunen bildades i Perstorps socken i Norra Åsbo härad i Skåne när 1862 års kommunalförordningar trädde i kraft. 
23 maj 1935 inrättades Perstorps municipalsamhälle i kommunen. 1947 ombildades landskommunen med municipalsamhället till Perstorps köping som 1971 ombildades till Perstorps kommun.

## Politik

### Mandatfördelning i Perstorps landskommun 1938-1942
| 13 | 7 |

| 20 |

| 12 | 8 |

| 19 |